# Узинколь (Жамбильський район)
Узинко́ль (каз. Ұзынкөл) — село у складі Жамбильського району Північноказахстанської області Казахстану. Входить до складу Мирного сільського округу.
Населення — 167 осіб (2021; 243 у 2009, 361 у 1999, 496 у 1989).
Національний склад станом на 1989 рік:
- казахи — 39 %
- німці — 25 %
- росіяни — 20 %.

До 1999 року село називалось Комсомольське.